# Pauline Fourès
Marguerite Pauline Fourès (* 15. März 1778 in Pamiers, Département Ariège; † 18. März 1869 in Paris) war eine französische Autorin und Mätresse von Napoleon Bonaparte.

## Leben
Fourès war eine Tochter des Uhrmachers Henri-Jacques-Clément Bellisle und dessen Ehefrau Marguerite Baradon. Sie erlernte den Beruf einer Hutmacherin und arbeitete als Modistin in ihrer Heimatstadt. Dort machte sie die Bekanntschaft des Kavallerieoffiziers Jean-Noël Fourès, der auf Halbsold gesetzt seine Kriegsverletzung auskurierte.
Anfang Mai 1798 heirateten die beiden in Pamiers. Genau in dieser Zeit organisierte General Louis-Alexandre Berthier u. a. Kavallerietruppen für Napoleons Ägyptische Expedition und so musste sich auch Fourès wieder zurückmelden. Da den Offizieren verboten war, sich von ihren Ehefrauen begleiten zu lassen, verkleidete sich seine Ehefrau als einfacher Kavallerist und konnte unerkannt mit dem Truppentransporter „La Lucette“ mit nach Alexandria segeln.
Am 30. Juli 1798 erreichte sie Kairo und bezog ganz offiziell als Ehefrau eines Offiziers eine entsprechende Wohnung. Im Tivoli Égyptien machte Fourès bald schon die Bekanntschaft von Napoleon, der begeistert von ihr war. Umgehend sollten seine Adjudanten Géraud Christophe Michel Duroc und Jean Andoche Junot in seinem Namen um sie werben. Napoleon überhäufte sie mit Geschenken und beförderte ihren Ehemann mit Wirkung vom 18. Oktober desselben Jahres zum Leutnant. Da sie immer noch zögerte, musste General Berthier in seinem Auftrag Leutnant Fourès mit einem „geheimen Schreiben an das Direktorium“ zurück nach Frankreich schicken. Am 28. Dezember 1798 verließ Fourès mit dem Schiff Le Chasseur Ägypten.
Bereits am folgenden Tag bezog Pauline Fourès eine großzügige Villa in Kairo neben Napoleons Wohnsitz. Da aber das Schiff von der britischen Marine (HMS Lion) abgefangen wurde, kehrte Fourès nach Kairo zurück. Das Ehepaar ließ sich scheiden und auf Wunsch Napoleons fungierte Antoine-Lèger Sartelon als Scheidungsrichter.
Als Napoleon am 23. August 1799 Ägypten verließ, wandte sich Pauline Fourès General Jean-Baptiste Kléber zu und wurde für einige Monate dessen Geliebte. Um 1800/1801 kehrte Pauline nach Frankreich zurück. Napoleon weigerte sich strikt sie zu treffen, überließ ihr aber eine großzügige Wohnung und versah sie mit einem regelmäßigen Einkommen. Auf Wunsch Napoleons heiratete Pauline Fourès am 11. Oktober 1801 in Paris den Infanterieoffizier Pierre-Henri Ranchoup. Als Hochzeitsgeschenk wurde Ranchoup in die Leitung der Militärverwaltung von Santander befördert. Pauline begleitete ihren Ehemann nicht, sondern blieb in Paris, wo sie bereits als Salonière erfolgreich reüssierte.
Wahrscheinlich um der Restauration zu entgehen, unternahm Pauline Fourès ausgedehnte Reisen, u. a. nach Brasilien und die USA. 1837 ließ sie sich wieder in Paris nieder und bezog eine große Wohnung, in der sie literarische Salons abhielt. Sie konnte aber nicht mehr an die früheren Erfolge anknüpfen.
Pauline Fourès starb drei Tage nach ihrem 91. Geburtstag in Paris und fand auf dem Friedhof Père-Lachaise (Division 26) ihre letzte Ruhestätte.

## Werke
- Lord Wenworth. Paris 1813.
- Aloïze de Mespres. Paris 1814.
- Une chatelainedu XIIè siècle. Paris 1834.